# 인돌린
인돌린(영어: indoline)은 화학식이 C8H9N인 방향족 헤테로고리 유기 화합물이다. 인돌린은 질소가 포함된 5원자 고리와 6원자 벤젠 고리가 융합된 두 개의 고리 구조를 가지고 있다. 화합물은 인돌 구조를 기반으로 하지만, 2번 탄소와 3번 탄소의 결합은 포화되어 있다. 인돌린은 산화 및 탈수소화에 의해 인돌로 전환될 수 있다. 인도카인을 만드는 데 사용되기도 한다.

## 같이 보기
- 인돌
- 아이소인돌린